# Parafia św. Stanisława BM w Brześciu Kujawskim
Parafia Świętego Stanisława Biskupa Męczennika w Brześciu Kujawskim – rzymskokatolicka parafia w Brześciu Kujawskim, należąca do diecezji włocławskiej i dekanatu brzeskiego. Erygowana w 1325 roku. Kościół parafialny wybudowany w 1332 w stylu gotyckim, przebudowany w XVIII i XIX wieku.
Funkcję proboszcza od 2023 roku pełni ks. mgr lic. Maciej Jasiński, dziekan dekanatu brzeskiego.

## Kościoły
- kościół parafialny: Kościół św. Stanisława Biskupa Męczennika w Brześciu Kujawskim
- kościół filialny: Kościół św. Michała Archanioła w Brześciu Kujawskim
- kaplica filialna: Kaplica Miłosierdzia Bożego w Brześciu Kujawskim